# Дан дипломирања
Дан дипломирања (енгл. Graduation Day) је амерички слешер хорор филм из 1981. године, редитеља Херба Фрида са Кристофером Џорџом, Печ Макензи, Данијем Марфијем, Линеом Квигли и Мајклом Патакијем у главним улогама. Радња прати чланове школског атлетског тима, који постају жртве маскираног серијског убице, на дан дипломирања.
Филм је сниман у Лос Анђелесу, а премијерно је приказан 1. маја 1981. Зарадио је 24 милиона долара, са готово 100 пута мањим буџетом, што је потврдило популарност слешер филмова у то време. Упркос великој заради, филм је добио негативне критике, а сматра се да је профитирао да успеху других слешера из тог времена, као што су Ноћ вештица (1978) и Петак тринаести (1980). Временом је привука пажњу фанова хорор жанра и стекао култни статус. Ренди Микс, лик из филмског серијала Врисак, споменуо је Дан дипломирања у Вриску 2 (1997), док је покушавао да погоди омиљени хорор филм убице.
Иако Дан сипломирања никада није добио наставак, 1984. су снимљене Фаталне игре, које деле веома сличну радњу.

## Радња
Лора Рамстед, атлетичарка и ученица средње школе у малон граду на југу Калифорније, пада у несвест након завршене трке и умире од срчаног емболуса. Два месеца касније, Лорина старија сестра, Ен, иначе официр Америчке ратне морнарице, враћа се у град како би присуствовала церемонији дипломирања, на којој ће бити одата почаст њеној сестри. Ен за Лорину смрт сматра одговорним њеног тренера, Џорџа Мајклса. У међувремену, серијски убица маскиран у мачеваоца, почиње да прогони чланове школског тркачког тима.

## Улоге
| Глумац             | Улога                  |
| ------------------ | ---------------------- |
| Кристофер Џорџ     | тренер Џорџ Мајклс     |
| Печ Макензи        | Ен Рамстед             |
| Дени Марфи         | Кевин Баџер            |
| Линеа Квигли       | Долорес                |
| Мајкл Патаки       | директор Гуглионе      |
| Е. Џ. Пикер        | „Плавуша”              |
| Дениз Чешир        | Сали Прескот           |
| Били Хафси         | Тони Фиск              |
| Том Хинтнаус       | Питер „Пит” Макфарланд |
| Вана Вајт          | Дорис                  |
| Карен Абот         | Џоана                  |
| Линда Шејн         | Паула Брентвуд         |
| Ричард Балин       | господин Робертс       |
| Кармен Аргенцијано | инспектор Халидеј      |
| Рут Ен Лоренс      | Лора Рамстед           |
| Фелони             | сами себе              |